# Westland Sports F.C.
Câu lạc bộ bóng đá Westland Sports là một câu lạc bộ bóng đá đến từ Yeovil, Somerset, Anh. Hiện tại đội thi đấu ở Dorset Premier League trên sân nhà Alvington Lane. Đội trực thuộc Somerset County FA.

## Lịch sử
Câu lạc bộ được thành lập vào năm 1939, nhưng Thế chiến thứ hai đã ngăn cản bóng đá. au chiến tranh năm 1946, câu lạc bộ đã có thể hoạt động ở hai đội, một đội Yeovil and District League, và một đội trẻ. Tuy nhiên câu lạc bộ đã không đạt được bất kỳ thành công nào cho đến khi giành được cúp từ thiện Yeovil League vào năm 1962/63.
Năm 1964-65 câu lạc bộ rút khỏi Yeovil and District League do mất cầu thủ cho Yeovil Town. Tình hình trở nên ngắn ngủi, và câu lạc bộ đã cải tổ dưới sự dẫn dắt của Dave Topping tại Yeovil League mùa giải 1966-67 với ý định gia nhập bóng đá cao cấp càng sớm càng tốt. Điều này xảy ra vào năm sau khi câu lạc bộ được bầu vào Somerset Senior League.
Trong năm thứ hai kể từ khi cải tổ câu lạc bộ, hiện đang có một đội dự bị, đã có một năm đặc biệt. Somerset Senior League đã giành chiến thắng với kỷ lục 70 điểm (2 điểm cho một trận thắng), chỉ với một thất bại. Đội giành được Somerset Charity Cup, và cả Yeovil Hospital cup trướcBristol City. Hai mùa giải tiếp theo đội đoạt vị trí á quân.
Năm 1974, câu lạc bộ, được biết đến vào thời điểm đó với cái tên Westland-Yeovil, đã hiện thực hóa tham vọng của mình bằng cách được nhận vào Western Football League bán chuyên nghiệp dưới sự dẫn dắt của Roy Lambden. Câu lạc bộ đã ra mắt lần đầu tiên trong FA Trophy vào mùa giải 1975-76 và ba mùa giải sau đó vào năm 1978 cũng có trận ra mắt trong FA Vase. Sau nhiều mùa giải ở giải đấu miền Tây không mấy thành công, ngoại trừ chiến thắng đáng chú ý trước Yeovil Town qua hai lượt trận tại Somerset Professional Cup, những lo ngại về tài chính gia tăng đã buộc câu lạc bộ một lần nữa phải giải thể.
Năm 1980 câu lạc bộ cải tổ một lần nữa ở Yeovil and District League. Một mùa giải sau, câu lạc bộ được bầu vào Dorset Premier League. Năm 1987, họ lọt vào trận chung kết cúp Somerset Senior, lần đầu tiên dưới sự dẫn dắt của huấn luyện viên Stuart Housley. Phil Chant tiếp quản câu lạc bộ vào đầu mùa giải 1988-89, và 4 năm sau chứng kiến họ giành được cú đúp danh hiệu liên đoàn Dorset Combination và cúp Dorset Combination. Điều này gần như lặp lại ở mùa giải sau nhưng đội đã kết thúc với tư cách á quân trong giải đấu trong khi nâng cúp một lần nữa.
Năm 1999, Pete Watts tiếp quản vị trí huấn luyện viên, và câu lạc bộ phải chuyển khỏi sân nhà Westbourne Grove, vì nó đã được bán để tái phát triển. Trong một vài mùa giải, câu lạc bộ đã chơi tại Bunford Lane trước khi chuyển đến sân nhà hiện tại là Alvington Lane cho mùa giải 2003-04. Một mùa giải sau khi chuyển đến ngôi nhà mới, câu lạc bộ đã vô địch Somerset Senior Cup lần đầu tiên trong lịch sử sau chiến thắng 2-1 trước Hengrove Athletic.
Vào đầu mùa giải 2006-07, Neil Waddleton và Pete Tutton được bổ nhiệm làm quản lý chung và họ đã chứng kiến đội nâng cao chức vô địch vào cuối mùa giải. Ba mùa sau với Stuart Smith trở thành giám đốc doanh với Neil Waddleton câu lạc bộ một lần nữa giành được Somerset Senior Cup.. Trong mùa giải 2010-11, một huấn luyện viên mới, cựu cầu thủ Westlands Kevin Leigh, được bổ nhiệm với Neil Waddleton ở lại làm trợ lý huấn luyện viên.
Mùa giải tiếp theo 2011/12 đã chứng tỏ là một mùa giải đáng nhớ trong lịch sử của câu lạc bộ khi giành được 'cú ăn ba' của Dorset Premier League Championship, Dorset Premier League Cup và Somerset Senior Cup.

## Sân vận động
Westland Sports thi đấu trên sân nhà tại Alvington, Alvington Lane, Yeovil. Đội thi đấu ở đó từ năm 2003.

## Danh hiệu

### Danh hiệu Giải đấu
- Dorset Premier League:[6]
  - Vô địch (3): 1992-93, 2006-07, 2011-12
  - Á quân (3): 1988-89, 1991-92, 1993-94
- Somerset Senior League:[3]
  - Vô địch (1): 1968-69

### Danh hiệu Cúp
- Somerset Senior Cup:[7][8][9]
  - Vô địch (3): 2004-05, 2009-10, 2011-12
  - Á quân (1): 1986-87
- Dorset Premier League Cup :[3]
  - Vô địch (4): 1983-84, 1992-93, 1993-94, 2011-12
  - Á quân (1): 1993-94
- Somerset Junior Cup:[10]
  - Vô địch (2): 1945-46, 1950-51
- Somerset Charity Cup [3]
  - Vô địch (1): 1983-84
- Yeovil and District League Charity Cup [3]
  - Vô địch (1): 1983-84

## Kỉ lục
- Vị trí cao nhất trong giải đấu:[5] thứ 8 ở Western Premier Division 1974-75
- Thành tích tốt nhất tại FA Trophy:[5] Vòng loại thứ hai 1975-76
- Thành tích tốt nhất tại FA Vase:[5] Vòng ba 1978-79

## Cựu cầu thủ
Danh sách các cầu thủ đã chơi cho câu lạc bộ ở một giai đoạn và đáp ứng một trong các tiêu chí sau;
1. Những cầu thủ đã chơi / quản lý trong giải bóng đá hoặc bất kỳ giải đấu nước ngoài nào tương đương với cấp độ này (tức là giải đấu chuyên nghiệp hoàn toàn).
2. Cầu thủ khoác áo quốc tế.

- Andy Lindegaard
- Tony Pounder
- Ken Wookey